# 城巴592線
城巴592線是香港島一條來往海怡半島和銅鑼灣（摩頓臺）的路線，是方便當區居民轉乘港鐵及往銅鑼灣上班上學的海怡半島主要路線。
本線班次經常為海怡半島居民詬病，因為怡和街巴士配額問題導致本線不能進一步加密班次。而本線因途經多處繁忙道路及地區，導致本線經常性脫班。而銅鑼灣希慎廣場外的巴士站，因為本線經常性囤積大量候車乘客，加上站位與72A、96等線接近，候車乘客排隊混亂的情況經常發生，到近來希慎廣場分站訂下了本線新的候車安排，候車線末端設於利園水牌附近，以改善排隊混亂的情況，但是本線乘客很多，所以候車線經常也是不敷應用的。
近來，因海怡半島區議員對城巴施加壓力，所以從2009年9月開始，本線增加了低地台巴士行走本路線。2010年5月開始，城巴更增派最新型號的亞歷山大丹尼士Enviro 500。

## 歷史
- 1992年3月1日，配合海怡半島第一期落成而投入服務，由中華巴士營辦，以全空調巴士服務，收費$4.5，來回程並繞經利東邨。由於當時海怡半島屬入伙初期，客量不高，班次約一小時才開出一班。
- 1994年11月28日，配合99線投入服務（當時由中巴營辦），改為袛於往海怡半島方向於接近深夜時才繞經利東邨。
- 1995年2月17日，總站遷往第四期下（以前總站設於現海韻閣站）。
- 1995年9月1日，城巴接辦中巴14條路線，592線為其中一條，同日開始所有班次不繞經利東邨。
- 2009年8月2日，提早頭車服務時間，以配合92線縮減至繁忙時間服務。
- 2010年7月26日起，為改善下午繁忙時間香港仔隧道收費廣場巴士站的擠塞情況，逢星期一至五（公眾假期除外）由17:00至19:00由海怡半島開出的班次不停香港仔隧道收費廣場巴士站。
- 2012年8月20日，配合92線取消，新增兩班特別班次於星期一至五（公眾假期除外）07:20及08:10由鴨脷洲邨開出。
- 2018年2月26日，取消逢星期一至五（公眾假期除外）下午繁忙時間由海怡半島開出的班次不停香港仔隧道收費廣場巴士站的安排。
- 2018年4月30日，增設實時抵站時間查詢服務。
- 2018年7月9日，早上特別班次頭班車開出時間更改為07:25。
- 2019年12月2日，早上特別班次尾班車開出時間更改為08:23[1]。
- 2021年9月20日，鴨脷洲邨開出的早上特別班次改為由海怡半島開出的普通班次[2]。

## 服務時間及班次
| 海怡半島開       | 海怡半島開          | 海怡半島開          | 銅鑼灣（摩頓臺）開 | 銅鑼灣（摩頓臺）開 | 銅鑼灣（摩頓臺）開 |
| 日期             | 服務時間            | 班次（分鐘）        | 日期               | 服務時間           | 班次（分鐘）       |
| ---------------- | ------------------- | ------------------- | ------------------ | ------------------ | ------------------ |
| 星期一至五       | 05:50-06:20         | 15                  | 星期一至五         | 06:00-12:00        | 20                 |
| 星期一至五       | 06:32、06:44、06:55 | 06:32、06:44、06:55 | 星期一至五         | 12:00-16:00        | 15                 |
| 星期一至五       | 07:05-07:29         | 8                   | 星期一至五         | 16:00-17:00        | 12                 |
| 星期一至五       | 07:39、07:49        | 07:39、07:49        | 星期一至五         | 17:00-18:00        | 15                 |
| 星期一至五       | 08:00-09:00         | 12                  | 星期一至五         | 18:00-18:24        | 12                 |
| 星期一至五       | 09:12-10:00         | 12                  | 星期一至五         | 18:24-18:54        | 10                 |
| 星期一至五       | 10:00-10:50         | 10                  | 星期一至五         | 18:54-19:24        | 15                 |
| 星期一至五       | 10:05-14:50         | 12                  | 星期一至五         | 19:24-21:04        | 10                 |
| 星期一至五       | 14:50-16:50         | 15                  | 星期一至五         | 21:04-22:24        | 8                  |
| 星期一至五       | 16:50-23:50         | 20                  | 星期一至五         | 22:24-23:00        | 12                 |
| 星期一至五       | 00:15               | 00:15               | 星期一至五         | 23:00-00:20        | 20                 |
|                  |                     |                     | 星期一至五         | 00:45              |                    |
| 星期六           | 05:50-07:10         | 20                  | 星期六             | 06:00-11:00        | 20                 |
| 星期六           | 07:30-09:00         | 15                  | 星期六             | 11:00-16:00        | 15                 |
| 星期六           | 09:12-16:00         | 12                  | 星期六             | 16:00-18:00        | 10                 |
| 星期六           | 16:00-18:00         | 15                  | 星期六             | 18:00-20:00        | 12                 |
| 星期六           | 18:00-00:00         | 20                  | 星期六             | 20:00-20:48        | 10                 |
| 星期六           | 00:15               | 00:15               | 星期六             | 20:48-22:24        | 8                  |
|                  |                     |                     | 星期六             | 22:24-23:09        | 15                 |
| 23:09-23:25      | 16                  |                     | 星期六             |                    |                    |
| 23:25-00:45      | 20                  |                     | 星期六             |                    |                    |
| 星期日及公眾假期 | 05:50-07:05         | 25                  | 星期日及公眾假期   | 06:00-06:50        | 25                 |
| 星期日及公眾假期 | 07:05-08:05         | 20                  | 星期日及公眾假期   | 06:50-12:50        | 20                 |
| 星期日及公眾假期 | 08:05-13:05         | 12                  | 星期日及公眾假期   | 12:50-16:05        | 15                 |
| 星期日及公眾假期 | 13:05-18:05         | 15                  | 星期日及公眾假期   | 16:05-20:05        | 12                 |
| 星期日及公眾假期 | 18:05-23:45         | 20                  | 星期日及公眾假期   | 20:05-22:05        | 10                 |
| 星期日及公眾假期 | 00:00               | 00:00               | 星期日及公眾假期   | 22:05-22:50        | 15                 |
|                  |                     |                     | 星期日及公眾假期   | 22:50-00:10        | 20                 |
| 00:35            |                     |                     | 星期日及公眾假期   |                    |                    |

- 綠字班次改經黃竹坑道天橋

## 收費
全程：$6.1
- 過香港仔隧道後往銅鑼灣（摩頓臺）：$4.4
- 過香港仔隧道後往海怡半島：$3.9

| - 本線設有12歲以下小童及65歲或以上長者半價優惠。 - 65歲或以上香港居民使用「樂悠咭」，以及12歲以下合資格殘疾兒童使用「殘疾人士身份」個人八達通繳付車資，均可享有每程$2.0或半價（以較低者為準）的票價優惠；12至64歲合資格殘疾人士使用「殘疾人士身份」個人八達通（包括「樂悠咭」），以及60至64歲香港居民使用「樂悠咭」繳付車資，均可享有每程$2.0或全費（以較低者為準）的票價優惠。 - 65歲或以上長者如使用長者或一般個人八達通繳付車資，則只可享有半價優惠；12至64歲合資格殘疾人士如不使用「殘疾人士身份」個人八達通，以及60至64歲人士如不使用「樂悠咭」繳付車資，必須繳付全費。 - 乘客可以現金或八達通於上車時付款，不設找續。 - 每位成人乘客可免費攜帶最多兩名4歲以下而不佔座位的兒童乘客乘車，超額之4歲以下小童必須繳付小童車費乘車。 - 九龍巴士、城巴及龍運巴士全職員工及家屬（不包括外判職員）可免費乘搭本路線，惟必須拍職員或職員家屬八達通。 - 乘客亦可使用AlipayHK「易乘碼」、支付寶、WeChatHK／微信支付「搭車碼」、銀聯雲閃付「乘車碼」及BOC Pay「乘車碼」、具有感應式支付功能的VISA、Mastercard及銀聯卡，以及Apple Pay、Google Pay及Samsung Pay流動支付平台繳付車資。使用此支付方式的乘客可享有中途下車之分段收費，以及與其他城巴獨營路線或聯營線城巴班次之轉乘優惠，惟不適用於與非城巴路線之轉乘優惠。乘客亦不能享有「公共交通費用補貼計劃」及「長者及合資格殘疾人士公共交通票價優惠計劃」。 |

### 八達通轉乘優惠
乘客登上本線後指定時間內以同一張八達通卡轉乘以下路線，或從以下路線登車後指定時間內以同一張八達通卡轉乘本線，次程可獲車資折扣優惠：
592←→48、78，次程車資全免，轉乘時限為60分鐘
- 592往銅鑼灣 → 48往深灣或78往黃竹坑
- 48往華富或78往華貴邨 → 592往海怡半島

592←→73，次程可獲$2折扣優惠，轉乘時限為90分鐘
- 592往銅鑼灣 → 73往赤柱
- 73往數碼港 → 592往海怡半島，祇適用於黃竹坑室內運動場之前登上73線的乘客

592←→25A，次程可獲$1折扣優惠，轉乘時限為90分鐘
- 592往銅鑼灣 → 25A往寶馬山
- 25A往灣仔 → 592往海怡半島

## 使用車輛
現時行走592線的巴士多為亞歷山大丹尼士Enviro 500（8100-8319）、亞歷山大丹尼士Enviro 500 MMC（8320-8490、91XX）、富豪B8L (8806-8845) 及富豪B9TL（95XX）。

## 行車路線
海怡半島開經：怡南路、海怡路、鴨脷洲橋道、黃竹坑道、香港仔隧道、黃泥涌道、摩理臣山道、天樂里、軒尼詩道、怡和街及銅鑼灣道。
逢星期一至六（公眾假期除外）早上07:30-09:00由海怡半島開出的班次會改經黃竹坑道天橋
銅鑼灣（摩頓臺）開經：摩頓臺、高士威道、伊榮街、邊寧頓街、怡和街、軒尼詩道、堅拿道巴士專線、堅拿道東、摩理臣山道、黃泥涌道、香港仔隧道、黃竹坑道、鴨脷洲橋道、怡南路、海怡路、鴨脷洲橋道及怡南路。
當跑馬地馬場進行賽馬賽事期間，由銅鑼灣（摩頓台）開出的班次到達堅拿道東後，將改經堅拿道西、堅拿道天橋、維園道、天橋、告士打道、堅拿道天橋，然後返回香港仔隧道原有路線行駛。

### 沿線車站
| 海怡半島開 | 海怡半島開           | 海怡半島開               | 銅鑼灣（摩頓臺）開 | 銅鑼灣（摩頓臺）開   | 銅鑼灣（摩頓臺）開       |
| 序號       | 車站名稱             | 位置                     | 序號               | 車站名稱             | 位置                     |
| ---------- | -------------------- | ------------------------ | ------------------ | -------------------- | ------------------------ |
| 1          | 海怡半島             | 海怡半島公共運輸交匯處   | 1                  | 銅鑼灣（摩頓臺）     | 銅鑼灣（摩頓台）巴士總站 |
| 2          | 海怡半島美暉閣       | 海怡路                   | 2                  | 希慎廣場             | 軒尼詩道                 |
| 3          | 海怡半島海韻閣       | 海怡路                   | 3                  | 堅拿道巴士專用線     | 堅拿道西                 |
| 4          | 鴨脷洲邨利澤樓       | 鴨脷洲橋道               | 4                  | 跑馬地馬場           | 摩理臣山道               |
| 5          | 鴨脷洲邨             | 鴨脷洲橋道               | 5                  | 香港仔隧道巴士轉乘站 | 黃竹坑道                 |
| 6          | 利枝道               | 鴨脷洲橋道               | 6                  | 黃竹坑遊樂場         | 黃竹坑道                 |
| 7          | 鴨脷洲徑             | 鴨脷洲橋道               | 7                  | 業興街               | 黃竹坑道                 |
| ^          | 香港仔工業學校       | 黃竹坑道                 | 8                  | 勝利工廠大廈         | 黃竹坑道                 |
| 8*         | 甄沾記大廈           | 黃竹坑道                 | 9                  | 鴨脷洲徑             | 鴨脷洲橋道               |
| 9*         | 黃竹坑遊樂場         | 黃竹坑道                 | 10                 | 利枝道               | 鴨脷洲橋道               |
| 10         | 香港仔隧道巴士轉乘站 | 黃竹坑道                 | 11                 | 御庭園               | 海怡路                   |
| 11         | 立德里               | 摩理臣山道               | 12                 | 海怡半島怡韻閣       | 海怡路                   |
| 12         | 馬師道               | 軒尼詩道                 | 13                 | 海怡半島海韻閣       | 海怡路                   |
| 13         | 百德新街             | 怡和街                   | 14                 | 海怡半島             | 海怡半島公共運輸交匯處   |
| 14         | 聖保祿醫院           | 銅鑼灣道                 |                    |                      |                          |
| 15         | 銅鑼灣（摩頓臺）     | 銅鑼灣（摩頓台）巴士總站 |                    |                      |                          |

註：

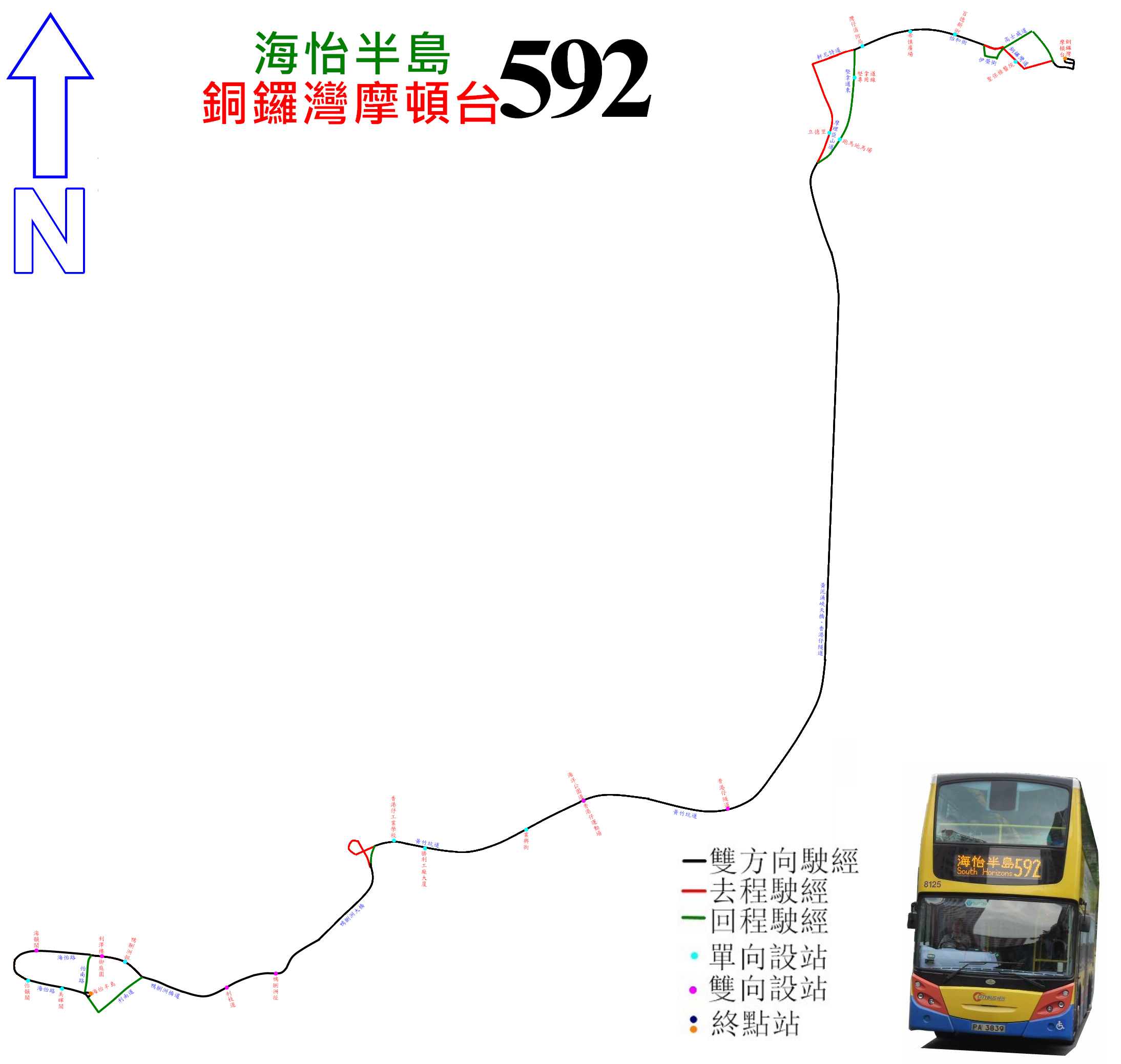
本線常規班次的走線圖

- 逢星期一至六（公眾假期除外）於07:30-09:00由海怡半島開出的班次，將不停有 * 號之車站，並改停有 ^ 號之車站。

## 客量
本線開辦至今都是海怡半島的主要路線，因為海怡半島巴士對外線不多，本線便提供往返銅鑼灣主要的心臟地帶及港鐵站。
因海怡半島開始入伙，中巴於1992年3月1日開辦了本線，以全空調服務，一小時一班。本線當年需要繞經利東邨，引致92線及96線的部分乘客會特意調校時間乘坐本線，以嘗乘坐當時未普遍的空調巴士。
而因海怡半島入口開始上升，所以本線班次變得更為頻密，加上本線當時還有非空調巴士，令92線客量流失量加劇。城巴在1993年9月1日接辦26條前中巴巴士路線改由營辦，稱為Network 26 新里程，中巴受到嚴重打擊，於是密謀利用本線狙擊城巴92及96線。
從1993年至1994年間，本線沒有作出任何重大變動，只是隨海怡半島入口開始上升，乘客人次漸多。直至1994年11月28日，中巴開辦了99線，本線隨即只於近深夜才繞經利東邨，令本線更為直接，92線的乘客開始改變其乘車習慣，92線客量漸降；本線客量持續上升。另外，99線（海怡半島←→北角碼頭，現延至筲箕灣）則取代本線繞經利東邨，往北角途經禮頓道；往海怡半島途經軒尼詩道，並以非空調巴士與空調巴士混合服務，以狙擊96線，中巴「大包圍」戰略非常成功，92及96線客量也因本線及99線的狙擊下，大大減少。不過，本線及99線隨後的1995年9月1日也被逼改由城巴營辦。
在99線開辦後，銅鑼灣三越百貨外往海怡半島有99線及592線。城巴接辦本線後，本線成為了主線，而99線則為輔助線。後來99線雙向改經堅拿道天橋，本線各分擔其部份客量，但36X小巴開辦卻而造成客源流失。
在2001年5月21日，92線往銅鑼灣改經禮頓道並改為循環運作。縱使92線回程途經軒尼詩道，但因92線循環運作，其班次也因往銅鑼灣改經禮頓道而大幅減班，往鴨脷洲邨的乘客鮮有等候92線，見92線先到才登車。在2006年6月11日，92線往鴨脷洲方向也改經禮頓道，92線分流力宣告失敗，並且開始派出單層巴士行駛。本線由於客量高企，城巴一度多次作出加班。港鐵南港島綫通車前，本線早上繁忙時間往銅鑼灣最頻密時3-9分鐘一班；而下午繁忙時間往海怡半島最頻密則為6-9分鐘一班，但本線仍然難以登車，經常為海怡半島居民所困擾的。
南港島綫通車後，本線部份接駁港鐵的客量流失，但由海怡半島乘港鐵至銅鑼灣站須於金鐘站上落多層轉綫，加上港島綫爆滿情況相當嚴重，令轉乘相當困難，不及其一程直達方便，收費亦較港鐵低廉，且香港仔隧道較以往暢通，若無交通擠塞，其行車時間足以與鐵路匹敵，故此居於當區、以銅鑼灣為最終目的地的居民仍樂於支持本線，滿座、頂閘等情形仍然會於本線發生。

## 假日特別路線
- 城巴392S線（路線與592線大致相同，由銅鑼灣（興利中心）單向前往海怡半島，只曾於1996年平安夜開辦），已改為N592線。
- 城巴592S線（與592線相同，只於農曆年初一、中秋節翌日、聖誕節及元旦凌晨提供服務) ，前稱N592線。

## 外部連結
城巴
- 城巴592線路線圖 （页面存档备份，存于）
- 城巴592線官方路線資料 （页面存档备份，存于）
- 城巴592線詳細時間表 （页面存档备份，存于）

其他
- Citybus 城巴 #8137 @ 592 Alexander Dennis Enviro500 海怡半島-銅鑼灣（摩頓台） （页面存档备份，存于），YouTube